# 141 Lumen

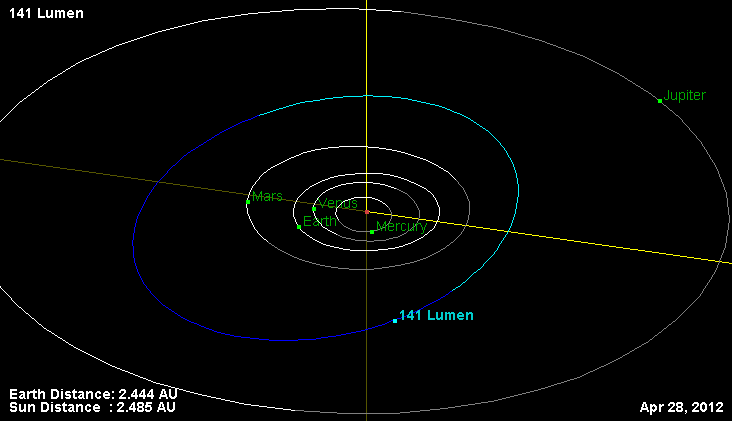

141 Lumen è un asteroide della fascia principale del sistema solare; relativamente scuro, di dimensioni notevoli, orbita presso il margine interno della fascia.
L'asteroide si trova ad orbitare all'interno della famiglia di asteroidi Eunomia, pur non essendo fisicamente correlato ai membri di tale famiglia.

## Storia
Lumen fu scoperto il 13 gennaio 1875 da Paul-Pierre Henry, in collaborazione con il fratello Prosper Mathieu Henry, dall'Osservatorio di Parigi. La loro intesa fu tale che rispettarono una stretta imparzialità nell'annunciare alternativamente la paternità della scoperta di ogni asteroide da loro individuato. Fu battezzato così in onore di un'opera dell'astronomo Camille Flammarion, Lumen, histoire d'une comète (1872).